# Hoplopheromerus hirtiventris
Hoplopheromerus hirtiventris är en tvåvingeart som beskrevs av Becker 1925. Hoplopheromerus hirtiventris ingår i släktet Hoplopheromerus och familjen rovflugor. Inga underarter finns listade i Catalogue of Life.